# Fwends
Fwends ist ein australische Tragikomödie der Regisseurin Sophie Somerville, die die Freundinnen Em und Jessie bei einem ziellosen Streifzug durch Melbourne begleitet. Der Film feierte seine Weltpremiere auf der 75. Berlinale.

## Handlung
Em besucht ihre Freundin Jessie in Sydney. Beide befinden sich in einer Phase der Orientierungslosigkeit: Em hadert mit den Anforderungen ihres vermeintlichen Traumjobs, während Jessie nach einer schmerzhaften Trennung emotional ausgebrannt ist. Gemeinsam durchstreifen sie die Stadt und führen endlose Gespräche.
Jessie zeigt Em ihren Lieblingsort – einen weitläufigen Park mit alten Bäumen und einem Wasserfall. Dort verbringen sie viel Zeit, suchen Trost in der Natur und ihrer Freundschaft.
Eines Tages begegnen sie auf einer Brücke einem Mann im Clownkostüm. Zufällig treffen sie ihn am Abend wieder, und gemeinsam stürzen sie sich ins pulsierende Nachtleben. Die Grenzen zwischen Realität und Rausch verschwimmen: Em trägt plötzlich selbst ein Clownkostüm und gibt sich ausgelassen der Nacht hin, während Jessie sich zunehmend in eine depressive Phase zurückzieht.

## Produktion
Sophie Somerville ist eine australische Regisseurin und Autorin aus Melbourne. Ihre Kurzfilme wurden international auf Festivals gezeigt, darunter in Telluride und London. Sie erhielt mehrere Auszeichnungen, darunter den Dendy Award für Peeps und den Rouben Mamoulian Award für linda 4 eva.
Der Debütfilm feierte seine Weltpremiere auf der Berlinale in der Sektion Forum.

## Auszeichnungen
Internationale Filmfestspiele Berlin 2025
- Auszeichnung mit dem Caligari Filmpreis